# Leopoldo de’ Medici
Leopoldo de’ Medici (ur. 6 lub 16 listopada 1617 we Florencji, zm. 10 listopada 1675 tamże) – włoski kardynał.

## Życiorys
Był synem Kosmy II Medyceusza i Marii Magdaleny Austriaczki oraz bratem Ferdynanda II i Giancarlo de’ Mediciego. W młodości interesował się nauką i studiował pod okiem Galileusza. Wraz z bratem założył Accademia del Cimento. 16 grudnia 1667 został kreowany kardynałem i otrzymał diakonię Santi Cosma e Damiano. Wkrótce potem jego akademia została zamknięta, a on opuścił Florencję i udał się do Rzymu. 14 maja 1670 otrzymał diakonię Santa Maria in Cosmedin. Zmarł w rodzinnej Florencji.